# Møvik
Møvik är en  tätort i Moss kommun i Østfold fylke i sydöstra Norge. Orten ligger på norra sidan av Kurefjorden, cirka sex kilometer öster om Larkollen.
Tidigare har orten tillhört dåvarande Rygge kommun.